# Campitelli
Campitelli är en stadsdel i Rom och tillika ett av Roms rioni. Namnet ”Campitelli” härleds ur Capitolium, som syftar på kullen med samma namn.

## Antika ruiner i urval
- Mamertinska fängelset
- Augustus hus
- Livias hus
- Curia Iulia
- Domitianus palats
- Antoninus Pius och Faustinas tempel
- Dioskurernas tempel
- Julius Caesars tempel
- Romulustemplet
- Venus och Romas tempel
- Vestatemplet
- Maxentiusbasilikan
- Basilica Iulia
- Septimius Severus-bågen
- Titusbågen
- Fokaskolonnen

## Kyrkor i urval
- Sant'Anastasia al Palatino
- San Bonaventura al Palatino
- Santi Cosma e Damiano
- Santa Francesca Romana
- San Giuseppe dei Falegnami
- San Lorenzo in Miranda
- Santi Luca e Martina
- Santa Maria Annunziata a Tor de' Specchi
- Santa Maria Antiqua
- Santa Maria in Aracoeli
- Santa Maria della Consolazione
- San Sebastiano al Palatino
- San Teodoro al Palatino

### Dekonsekrerade kyrkor
- Sant'Adriano al Foro Romano
- San Biagio de Mercato
- Oratorio dei Santi Quaranta Martiri

### Rivna kyrkor
- Sant'Andrea in Vincis
- Santi Apostoli Pietro e Paolo
- Oratorio di San Cesareo in Palatio
- San Gregorio Taumaturgo
- San Lorenzo in Nicolanaso
- Santa Lucia in Septisolio
- Santa Maria ad Busta Gallica
- Santa Maria in Cannapara
- Santa Maria del Carmine e Sant'Antonio
- Santa Maria dei Cerchi
- Santa Maria Imperatrice
- Santa Maria Liberatrice al Foro Romano
- Santa Maria de Metrio
- Santa Maria della Resurrezione
- Oratorio di Santa Maria del Riscatto
- Santa Maria del Sole
- Santa Maria in Vincis
- Santa Martina in Tribus Foris
- Sante Orsola e Caterina
- San Salvatore in Statera
- Santi Venanzio e Ansovino
- Santi Sergio e Bacco al Foro Romano

## Bilder

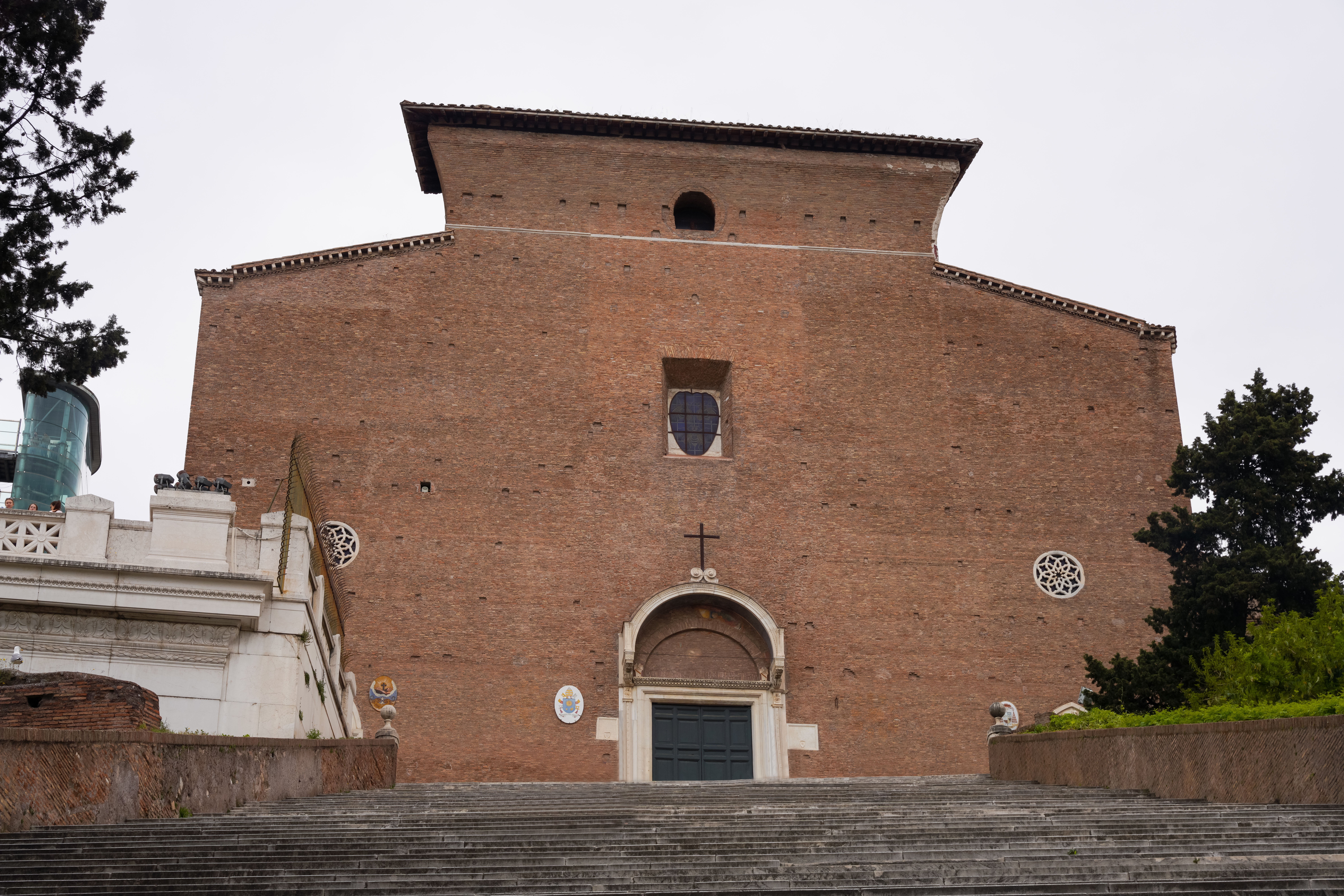
Santa Maria in Aracoeli.
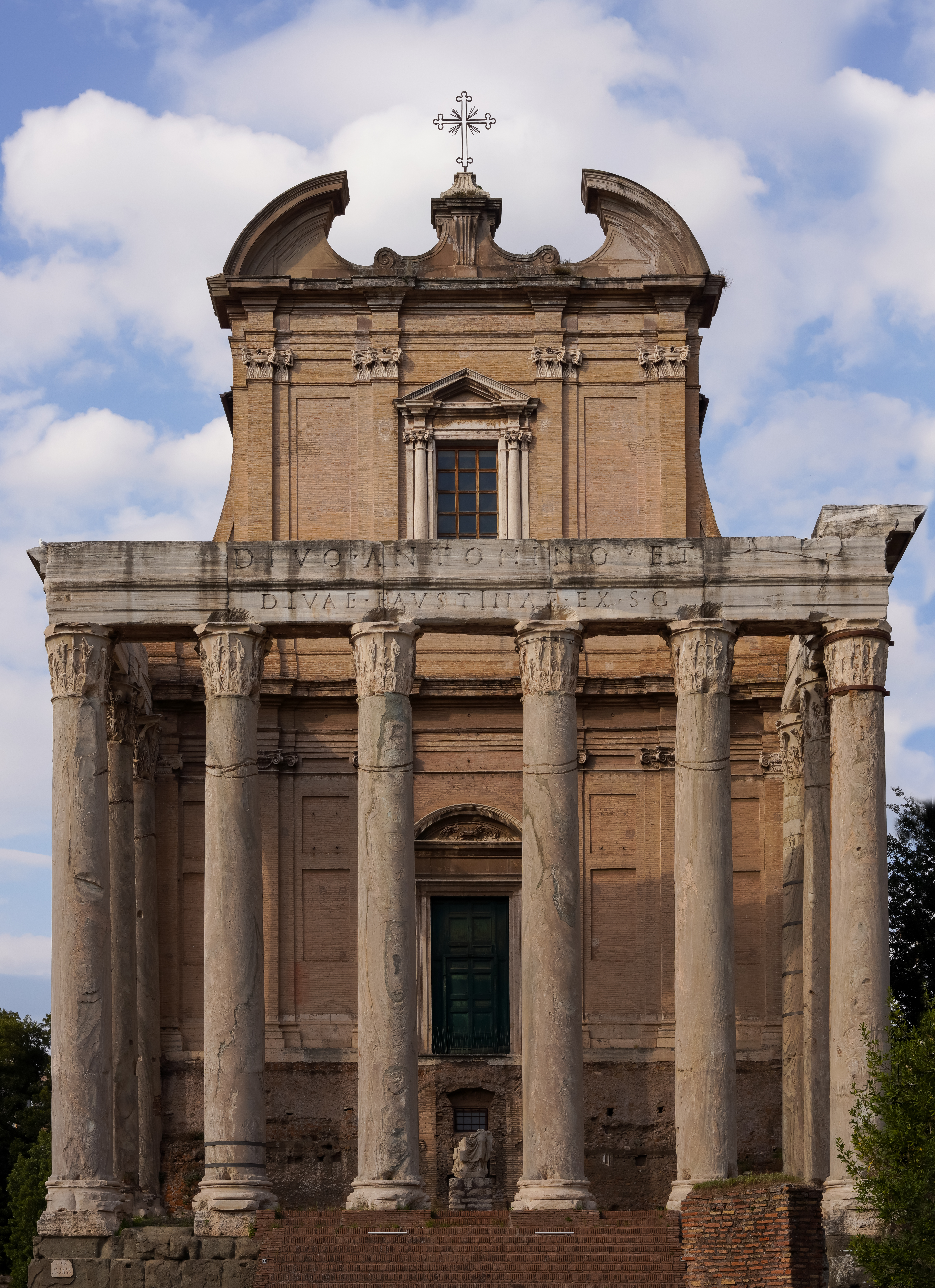
San Lorenzo in Miranda och lämningarna efter Antoninus Pius och Faustinas tempel.
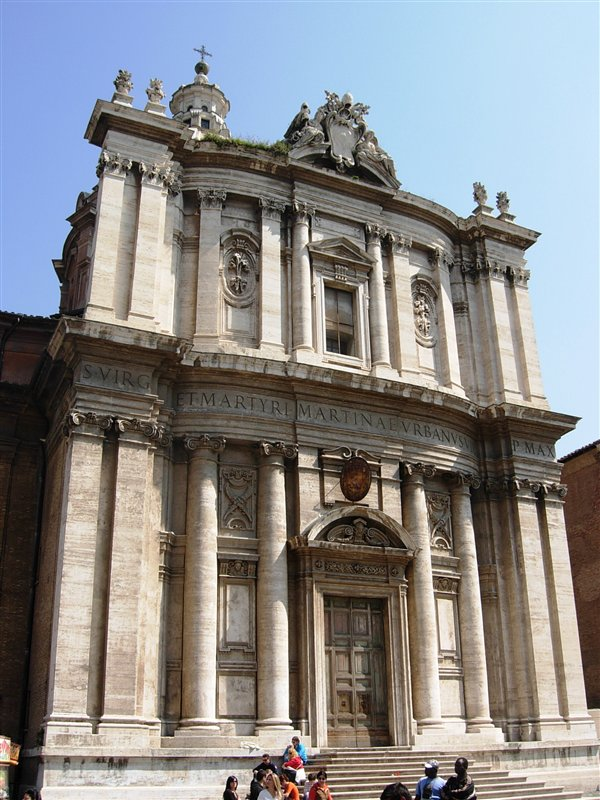
Santi Luca e Martina.

## Piazzor i urval
- Piazza del Campidoglio
- Piazza Venezia
- Piazza Campitelli